# Acoenonia nana
Acoenonia nana är en tvåvingeart som beskrevs av Meyer och Spungis 1994. Acoenonia nana ingår i släktet Acoenonia och familjen gallmyggor.
Artens utbredningsområde är Tyskland. Inga underarter finns listade i Catalogue of Life.